# Разложки залив
Разложкият залив (на английски: Razlog Cove) се намира на протока Дрейк, широк е 2,1 км и навлиза на 1,7 км в северния бряг на остров Гринуич от Южните Шетландски острови в Антарктика.
Наименуван на град Разлог в Югозападна България.
Районът е посещаван от ловци на тюлени през XIX век.

## Местоположение
Разложкият залив е ограничен от полуостров Арчар на юг и остров Експрес на североизток. Входът му е между нос Дъф и северния край на остров Експрес.
Географски координати на Разложкия залив: 62°26′50″ ю. ш. 60°00′00″ з. д. / 62.447222° ю. ш. 60° з. д.

## Картографиране
Картографирането е британско от 1968 година, чилийско от 1971 година, аржентинско от 1980 година и българско от 2005 и 2009 година.

## Карти
- L.L. Ivanov et al. Antarctica: Livingston Island and Greenwich Island, South Shetland Islands. Scale 1:100000 topographic map. Sofia: Antarctic Place-names Commission of Bulgaria, 2005.
- L.L. Ivanov. Antarctica: Livingston Island and Greenwich, Robert, Snow and Smith Islands. Scale 1:120000 topographic map.  Troyan: Manfred Wörner Foundation, 2009.  ISBN 978-954-92032-6-4